# アヨーディヤー

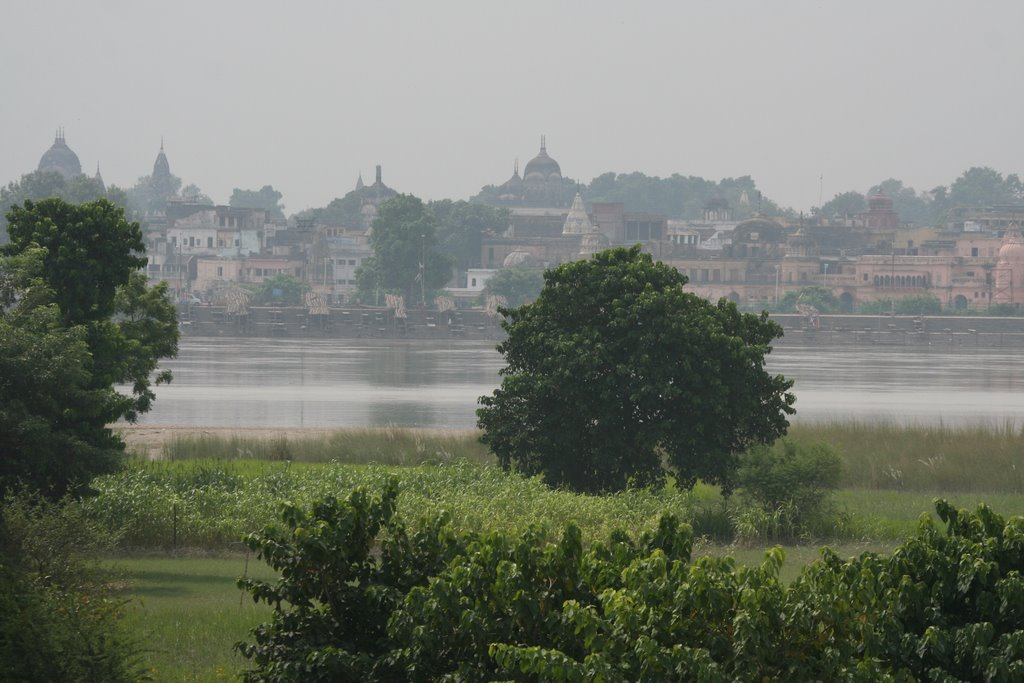
アヨーディヤーの風景

アヨーディヤー（ヒンディー語: अयोध्या, ラテン文字転写: Ayodhyā, 英語: Ayodhya, アヨーデャーとも）はインドの古都。ウッタル・プラデーシュ州北部のファイザーバード県に位置し、7 km西にファイザーバードの街がある。アヨーディヤとも表記されるが、現地語の名称では最後の音節は長母音である。
アヨーディヤーの名は「難攻不落の都城」を意味し、古代コーサラ国の初期の首都とされ、叙事詩『ラーマーヤナ』の主人公ラーマ王子の故郷としても知られる。ヒンドゥー教徒にラーマ神誕生の聖地とされていたが、16世紀にムガール帝国がイスラム教のモスクバーブリー・マスジドを建てたことで、長期間の宗教対立（アヨーディヤ問題）を起こしている。

## 歴史

アワド地方の位置

古代にはサーケータという名でも知られ、ヒンドゥー教ではインドの七つの聖なる町の筆頭とされてきた。
この町を中心とした地域はかつて、アヨーディヤーの名をとって「アワド」という歴史的名称で呼ばれ、古来より数々の王朝がこの地を領して栄えた。
13世紀にデリー・スルターン朝が成立したのちも、アワドは重要な地域とされ、一時はデリーから独立したジャウンプル・スルターン朝が成立した。
16世紀以降、この地域がムガル帝国の支配下にはいるとアワド太守が設置され、18世紀初頭に帝国が衰退すると、アワド太守はこの地に地方政権を樹立した。

## アヨーディヤ問題
日本ではパープル・モスクの名でも知られたバーブリー・マスジド（モスク）はムガール帝国初代皇帝のバーブルが建てたものだったが、この当時既にヒンドゥー団体に管理され、ラーマ神像があり、実質ヒンドゥー寺院であった。ヒンドゥー教伝説のラーマ神誕生の聖地とされ、ヒンドゥー教徒らは以前ここにヒンドゥー寺院がありそれが壊された瓦礫の上にモスクが建てられたと信じ、ヒンドゥー至上主義団体の「世界ヒンドゥー協会」（VHP）はモスクのあった場所にラーマ寺院を建設する運動を始めていた。1992年7月、世界ヒンドゥー協会とインド人民党（BJP）が信者を動員してモスク敷地内でヒンドゥー寺院の基礎工事を強行、国論を二分する争いとなった。連邦政府の仲介でいったん中断したものの、ヒンドゥー、イスラーム両派の話し合いは不調に終わった。世界ヒンドゥー協会は工事再開を宣言、12月6日にヒンドゥー教強硬派はついにモスクを破壊した（バーブリー・マスジド倒壊事件）。当時、州政府はインド人民党の手にあった。その夜からイスラーム教徒の暴動が始まり、ムンバイやジャイプールなどイスラーム教徒の多い都市を中心に全国に波及し、両教徒間の衝突も続発、独立後最大の宗教暴動となった。ムンバイではイスラーム教徒居住地区では無期限の外出禁止命令が出され、警官・兵士には視野に入った者は射殺してよいとの命令が出され、ムンバイだけでも死者は1,700人以上になったとされるが、虐殺者が起訴されたという話はほとんど聞かれないという。その後も、宗教対立が再燃、暴動が続発した。ヒンドゥー至上主義勢力の指導者らや最大のヒンドゥー至上主義団体でありインド人民党の選挙支持母体でもあった民族義勇団（RSS）は傘下の世界ヒンドゥー協会や青年組織とともに非合法化されたが、その後、傘下団体の過激行動であることからRSS等は根拠不十分として特別法廷で処分が取消された。
2002年2月、世界ヒンドゥー協会が中断していたヒンドゥー寺院建設に翌3月半ばまでに再着工すると宣言したところ、2月27日にインド西部のグジャラート州で運動参加者の乗った列車が放火され、多数の焼死者が出た。これにより、グジャラート州を中心にヒンドゥー教徒がイスラーム教徒を犯人として報復襲撃、多数の死者が出る暴動事件が続発した（グジャラート暴動）。この事件にはインド側からはパキスタンのイスラーム至上主義団体やパキスタン軍情報機関の関与も主張されたが、イギリス政府の調査によれば、イスラーム教徒襲撃暴動はおそらく事前に計画された政治的なものであるとされた。この事件では、当時、中央政府から任命されて州政府首相を務めていたヒンドゥー至上主義者のモディ首相が、ヒンドゥー教徒に支持され政治的支持を高めることになった。この調査では、イスラーム教徒を中心に2千人以上が殺害され、イスラーム教徒女性が広範組織的にレイプされ、13万8千人が避難民となり、アフマダーバードの両教徒の混在地域では、イスラーム教徒の店舗だけが狙い撃ちにされてすべて破壊されたという。
2019年に最高裁は跡地をヒンドゥー教徒側に引き渡し、イスラーム教徒側には代替の土地を割り当てる判断を下した。この場所にはヒンドゥー寺院のラーム・マンディール寺院が建てられ、2024年1月22日には全国的な厳戒態勢が敷かれる中で落成式を挙行。約8,000人が招かれ、首相のナレンドラ・モディも出席した。
またタイの古都アユタヤ、更にはインドネシアの古都ジョグジャカルタもアヨーディヤーの名に由来する。